# Shashi Kapoor
Pour les articles homonymes, voir Shashi et Kapoor.
Shashi Kapoor, né Balbir Prithviraj Kapoor (pronounced [ʃəʃi kəpuːɾ];  le 18 mars 1938 à Calcutta et mort le 4 décembre 2017 à Bombay, est un acteur et producteur indien.

## Biographie

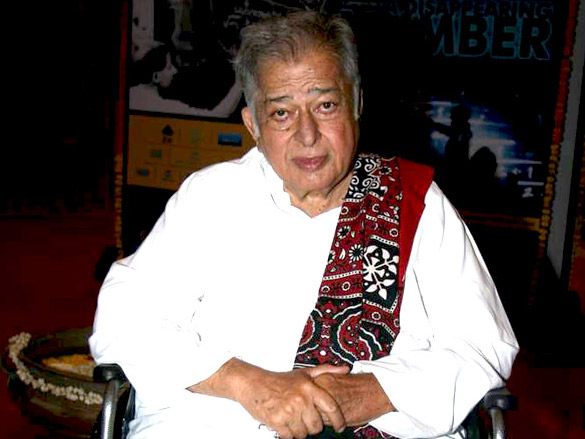
Shashi Kapoor en 2010.

Shashi Kapoor est le plus jeune frère de Raj Kapoor. 
Il a réalisé un film, Ajooba, en 1991.

### Vie privée
En 1958, Shashi Kapoor épouse l'actrice britannique Jennifer Kendal avec laquelle il a deux fils, Kunal et Karan qui font une brève carrière d'acteur et une fille, Sanjana, avec laquelle il dirige la compagnie théâtrale Prithvi Theatre à Mumbai. 

## Filmographie partielle
- 1965 : Shakespeare Wallah de James Ivory
- 1970 : Bombay Talkie de James Ivory
- 1973 : Aa Gale Lag Jaa de Manmohan Desai
- 1976 : Kabhi Kabhie - Love Is Life de Yash Chopra
- 1978 : Junoon de Shyam Benegal
- 1978 : Satyam Shivam Sundaram de Raj Kapoor
- 1981 : Krodhi de Subhash Ghai
- 1981 : Kalyug de Shyam Benegal
- 1983 : Chaleur et Poussière de James Ivory
- 1987 : Naam O Nishan de David Dhawan
- 1987 : Sammy et Rosie s'envoient en l'air de Stephen Frears
- 1988 : Les Imposteurs (The Deceivers) de Nicholas Meyer
- 1996 : Les Voyages de Gulliver (Gulliver's Travels) de Charles Sturridge (TV)

## Récompenses
- Filmfare Awards 1976 du meilleur second rôle dans Deewaar
- Filmfare Awards 1980 du meilleur film pour Junoon
- Filmfare Awards 1982 du meilleur film pour Kalyug